# Bertrand Russellflat
De Bertrand Russelflat is een torenflat voor 55-plussers, gelegen in de wijk Ommoord in Nederlandse gemeente Rotterdam, die aangelegd is in 1970. De Bertrand Russelflat ligt aan de Bertrand Russelplaats, aan de rand van het Albert Schweitzerplantsoen, in de buurt Hesseplaats-Noord.
De Bertrand Russelflat heeft een hoogte van 62 meter, telt 20 verdiepingen. Ze is ontworpen door architect J. Nuts.